# Eulimnichus acutus
Eulimnichus acutus är en skalbaggsart som beskrevs av Wooldridge 1979. Eulimnichus acutus ingår i släktet Eulimnichus och familjen lerstrandbaggar. Inga underarter finns listade i Catalogue of Life.